# قلعه راک

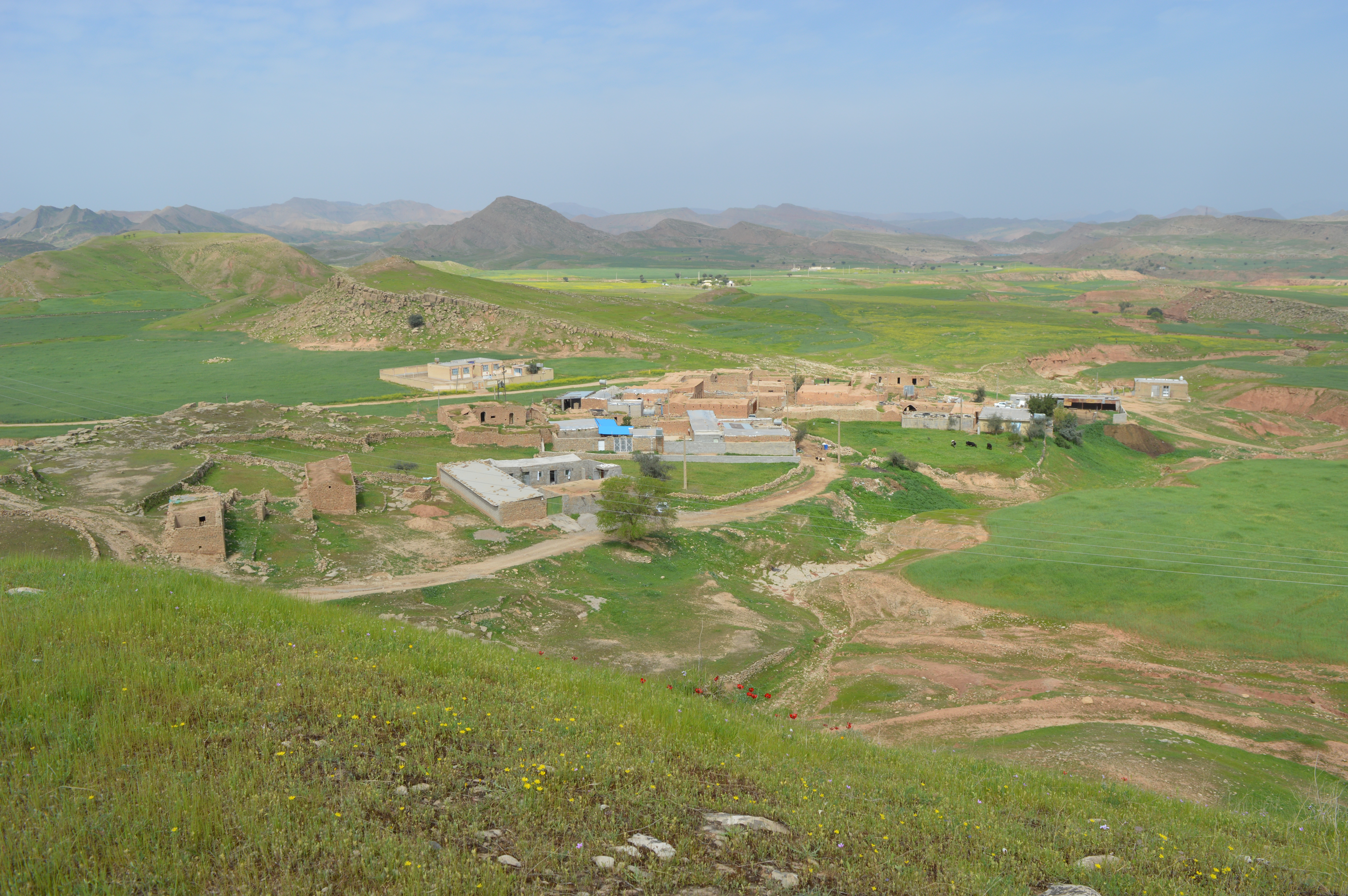
بهار زیبای روستای قلعه راک

روستای باصفا و زیبای قلعه راک

## قلعه راک،روستاییاز توابعبخش مرکزیشهرستان مسجدسلیماندراستان خوزستانایراناست.این روستا بعد از هفت شهیدان و روستا های  اطراف آن از قسمت شمال به روستایآبزالوعرب(عرب کمری) و از ظلع جنوبی غربی به  روستایابکاسه(منجزی) ، ظلع جنوبی روستایپرزرد(منجزی) ، ظلع غربی روستای آبزالو بهرام واقع شده است . با فت جمعیتی قلعه راک از طوایفبامدی (بابااحمدی)، منجزی ، موری تشکیل شده است . این روستا زادگاه شهید عزیزولی محمد سوسنیمی باشد .
| اطلاعات کلی        |             |
| ------------------ | ----------- |
| کشور               | ایران       |
| استان              | خوزستان     |
| شهرستان            | مسجد سلیمان |
| بخش                | بخش مرکزی   |
| دهستان             | جهانگیری    |
| طول جغرافیایی      | 49.08536218 |
| عرض جغرافیایی      | 32.21558478 |
| ارتفاع از سطح دریا | 262 متر     |
| تعداد خانوار       | 21          |
| جمعیت              | 50 نفر      |

## جمعیت
این روستا در دهستان جهانگیری قرار دارد و براساس سرشماری مرکز آمار ایران در سال ۱۳۸۵، جمعیت آن ۵۴ نفر (۲۰خانوار) بوده‌است.